# Gorawino
Gorawino [pronunciación en polaco: /ɡɔraˈvinɔ/] (en alemán: Gervin) es un pueblo ubicado en el distrito administrativo de Gmina Rymań, dentro del Condado de Kołobrzeg, Voivodato de Pomerania Occidental, en el norte de Polonia occidental. Se encuentra aproximadamente a 7 kilómetros al noroeste de Rymań, a 20 kilómetros al sur de Kołobrzeg, y a 88 kilómetros al noreste de la capital regional Szczecin. El pueblo tiene una población de 720 habitantes.
Antes de 1945, el área fue parte de Alemania. Para la historia de la región, véase Historia de Pomerania.